# Blame It on Lisa
"Blame It on Lisa" är det femte avsnittet av Simpsons från säsong 13. Avsnittet sändes på Fox den 31 mars 2002. I avsnittet åker familjen till Brasilien för att söka efter en försvunnen föräldralös unge, Ronaldo, som Lisa har som fadderbarn. Avsnittet skrivs av Bob Bendetson och nominerades till en Writers Guild of America Award. Avsnittet blev kritiserat i Brasilien för dess skildring av landet. Avsnittet sågs av 11 miljoner och titeln kommer från filmen Blame It On Rio.

## Handling
När Homer och Bart tittar på Itchy & Scratchy upptäcker Marge att någon har ringt ett dyrt samtal till Brasilien, och att familjen inte har råd att betala räkningen. Homer och Marge besöker telefonföretaget som stänger av deras tjänst, eftersom de inte har råd att betala trots att de påvisar att de inte ringt samtalet. När Lisa senare försöker med Janey fungerar inte deras telefontjänst och hon får reda på vad som hänt. Lisa erkänner då att hon ringt samtalet. Lisa berättar för familjen att hon via telefon donerat pengar till föräldralösa och att den ungen hon hjälper har försvunnit. Familjen bestämmer sig för att söka upp ungen och åker till Rio de Janeiro.
När det ankommer till staden blir Bart intresserad av deras barnprogram, Teleboobies medan Lisa planerar ett sökande, som till slut inleds. Familjen delar upp sig och Bart och Homer besöker bland annat Copacabana och senare blir Homer kidnappad. Resten av familjen måste nu försöka få fram lösesumman men lyckas inte innan de besöker karnevalen. På karnevalen träffar de Ronaldo som berättar att han börjat jobba som rollfigur i barnprogrammet och han ger familjen lösesumman eftersom han numera tjänar så mycket pengar. Under tiden kommer Homer bra överens med kidnapparna men återvänder tillbaka till familjen efter att de växlat in pengarna i linbanan på Sockertoppen. Med de upptäcker snart att de fått nya problem. Bart har blivit uppäten av en orm, men han själv tar det lugnt eftersom det är karneval.

## Mottagande
Avsnittet skrevs av Bob Bendetson som nominerades till en Writers Guild of America Award för avsnittet. Avsnittet har studerats på University of California Berkeley, där man skulle förklara problemen med produktionen och kultera objekt" Alessandro de Almeida från Federal University of Uberlândia har sagt att avsnittet inte är enbart för Brasilien utan ett sätt att visa globala svårigheter som finns.
Veckan efter att avsnittet sändes fick avsnittet kritik i Brasilien för avsnittets bild av landet och främst Rio de Janeiro. Stadens turistförening hävdade att staden porträtterades som en stad med gatuvåld, kidnappning, slum och råttinvasioner. En representant för turistföreningen har sagt "what really hurt was the idea of the monkeys - the image that Rio de Janeiro was a jungle. (vad som riktigt gjorde ont var aporna, det ger bilden av att Rio de Janeiro är en djungel)". José Eduardo Guinle, begärde en kopia av avsnitt till sina advokater som skulle se vilka legala metoder som kunde tas mot avsnittet. De bestämde sig för att stämma Fox på 12,5 miljoner dollar i förlorade reklamintäkter efter avsnittet. Den 9 april försökte Brasilien då stämma Fox.
Seriens producenter kontaktade Foxs advokater som meddelade att en stad inte kan stämma serien för tekniska formaliteter. I avsnittet The Wife Aquatic berättade Lisa att ön Barnacle Bay är den hemskaste platsen de åkte efter Brasilien, med syfte på detta avsnitt. Den delen finns inte med i den brasilianska portugisiska versionen av avsnittet.